# Сулейменов, Алишер Ермекович
Алишер Ермекович Сулейменов (род. 5 августа 2000, Павлодар) — казахстанский шахматист, гроссмейстер (2023). В составе сборной Казахстана участник Шахматной олимпиады (2022). Стал известен после того, как нанёс сенсационное поражение Магнусу Карлсену на турнире Qatar Masters.

## Карьера

### 2019 год
В 2019 году Алишер Сулейменов разделил первое место на Мемориале Суэтина, однако по дополнительным показателям остался на втором месте, уступив Алексею Хрущёву. Этот результат позволил Сулейменову выполнить первую гроссмейстерскую норму.
Также в 2019 году Сулейменов принимал участие в традиционном турнире по швейцарской системе RTU Open. В завершающем блицтурнире он разделил первое место.

### 2020 год
В 2020 году в составе команды ШК «Интеллект» стал победителем командного чемпионата Москвы, а также занял первое место на республиканском онлайн-турнире по шахматам Almaty Chess Festival.

### 2022 год
Занял третье место в турнире Paracin Open A (позади Рамешбабу Прагнанандхи и Александра Предке).
Принял участие в Шахматной олимпиаде в Ченнаи, где в составе сборной Казахстана, играя на второй доске, набрал 6,5 очков из 10.

### 2023 год
Стал бронзовым призёром чемпионата Азии, прошедшего в июне 2023 года в Алматы.
Участвовал в Кубке мира, где уже в первом туре уступил кубинцу Карлосу Альборносу Кабрере.
На турнире Qatar Masters во втором туре Алишер Сулейменов (имевший на тот момент рейтинг 2512) сенсационно победил Магнуса Карлсена. Это было первое за 17 лет поражение Магнуса Карлсена от игрока с рейтингом ниже 2520 пунктов.

## Личная жизнь
Алишер Сулейменов окончил Российский университет спорта «ГЦОЛИФК», после чего вернулся в Казахстан.
Помимо активных практических выступлений занимается и тренерской деятельностью. Владеет русским и английским языками.